# Сілленіт
Сілленіт, силеніт — мінерал, триоксид бісмуту координаційної будови.
Названий за прізвищем шведського мінералога Л. Г. Сіллена (L.G.Sillen), C.Frondel, 1943.

## Опис
Хімічна формула:
- 1. За Є. Лазаренком, К.Фреєм, Ґ.Штрюбелем: Bi2O3.
- 2. За «Fleischer's Glossary» (2004): Bi12SiO20.

Сингонія кубічна. Утворює тонкозернисті та землисті аґреґати. Густина 8,3. Твердість 2,0-2,5. Спайність відсутня. Колір темно-оливковий до сірувато-зеленого і жовтувато-зеленого. В тонких уламках прозорий. Блиск восковий до матового. Ізотропний.

## Розповсюдження
Зустрічається як вторинний мінерал разом з бісмутом поблизу міста Дуранго (Мексика). Супутній мінерал — бісмутит.